# Norvège aux Jeux olympiques d'hiver de 1988
Cet article contient des informations sur la participation et les résultats de la Norvège aux Jeux olympiques d'hiver de 1988 à Calgary au Canada.
L'équipe de Norvège olympique a remporté 5 médailles (3 en argent et 2 en bronze) lors de ces Jeux olympiques d'hiver de 1988 à Calgary, se situant à la 12e place des nations au tableau médaillès.

## Liste des médaillés norvégiens

### Médailles d'or
| Sport             | Discipline | Sportifs | Performance |
| ----------------- | ---------- | -------- | ----------- |
| Médailles d'or: 0 |            |          |             |

### Médailles d'argent
| Sport                 | Discipline         | Sportifs                                               | Performance |
| --------------------- | ------------------ | ------------------------------------------------------ | ----------- |
| Médailles d'argent: 3 |                    |                                                        |             |
| Ski de fond           | 15 km (H)          | Pål Gunnar Mikkelsplass                                |             |
| Ski de fond           | 4 x 5 km (F)       | Anne Jahren Trude Dybendahl Marit Wold Marianne Dahlmo |             |
| Saut à ski            | Petit Tremplin (H) | Erik Johnsen                                           |             |

### Médailles de bronze
| Sport                  | Discipline             | Sportifs                                                                  | Performance |
| ---------------------- | ---------------------- | ------------------------------------------------------------------------- | ----------- |
| Médailles de bronze: 2 |                        |                                                                           |             |
| Saut à ski             | Epreuve par équipe (H) | Ole Christian Eidhammer Jon Inge Kjørum Ole Gunnar Fidjestøl Erik Johnsen |             |
| Ski de fond            | 30 km (H)              | Vegard Ulvang                                                             |             |